# زينب (فلم 1930)
زينب هو فيلم صامت مصري عرض عام 1930، بطولة بهيجة حافظ وسراج منير وزكي رستم ودولت أبيض، الفيلم مأخوذ عن رواية زينب للكاتب محمد حسين هيكل ومن إخراج محمد كريم.

## قصة الفيلم
جمع الحب بين قلبين وفرقتهما العادات والتقاليد حيث الفتاة القروية زينب (بهيجة حافظ) والتي تعمل أجيرة بأحد الأطيان وتقع في حب إبراهيم (سراج منير) الذي يتولى متابعة الزراعة إلا أن أهلها يرفضوا حبها ويرغمونها على الزواج من الثري حسن (زكي رستم) وفي نفس الوقت يسافر إبراهيم لتأدية الخدمة العسكرية تاركا حبيبته تعاني الآمرين من فراق الحبيب ومن قسوة الزوج اللعين حتى أن المرض يتمكن منها حتى تفارق الحياة.

## طاقم التمثيل
- بهيجة حافظ
- سراج منير
- زكي رستم
- دولت أبيض
- حسين عسر
- حسن كمال
- منيرة أحمد
- سيدة فهمي
- عبد القادر المسيري
- حسن أحمدي
- جمال حسني

## فريق العمل
- إخراج: محمد كريم
- تأليف: محمد حسين هيكل
- تصوير: محمد عبد العظيم، حسن مراد، جاستون مادرى
- مونتاج: محمد كريم
- موسيقى تصويرية وألحان: بهيجة حافظ
- إنتاج: رمسيس فيلم

## إعادة الإنتاج
تمت إعادة إنتاج نفس القصة وبنفس المخرج عام 1952 كفيلم ناطق بنفس الاسم بطولة راقية إبراهيم ويحيى شاهين وفريد شوقي.

## وصلات خارجية
- مقالات تستعمل روابط فنية بلا صلة مع ويكي بيانات